# Bruno Lafont
Pour les articles homonymes, voir Lafont.
Bruno Lafont, né le 8 juin 1956 à Boulogne-Billancourt, est un chef d'entreprise français. Il est le directeur général de Lafarge du 1er janvier 2006 et son président du 3 mai 2007 à 2015, lors de sa fusion avec Holcim. Il est ensuite vice-président du conseil d'administration jusqu'en avril 2017.

## Biographie

### Formation
Après le lycée Saint-Louis-de-Gonzague [citation nécessaire], Bruno Lafont sort diplômé de HEC Paris en 1977, puis de l'ENA en 1982[source insuffisante].

### Carrière
Il commence sa carrière chez Lafarge dès 1983 en tant qu'auditeur interne à la Direction financière[source insuffisante]. 
Il est ensuite successivement, de 1986 à 1988, directeur financier de cette branche puis de 1988 à 1989, directeur du développement international, basé en Allemagne. En 1990, il est nommé directeur des opérations Ciment, Granulats & Béton de Lafarge pour la Turquie et la région Méditerranée orientale.[citation nécessaire] En 1995, il rejoint le comité exécutif de Lafarge comme directeur général adjoint finances du groupe, puis en 1998 au titre de président de l'activité plâtre. Entre 2003 et décembre 2005, il est directeur général délégué du groupe.[citation nécessaire]
Il co-dirige l'activité Ciment et supervise l'activité Granulats & Béton ainsi que la région Amérique du Nord. Il accélère le développement du ciment en Asie, notamment grâce à la coentreprise conclue avec Shui On en Chine[réf. nécessaire].
Administrateur de Lafarge SA depuis le 25 mai 2005, il exerce la fonction de directeur général de Lafarge à partir du 1er janvier 2006 et lance le plan stratégique "Excellence 2008" en juin 2006[source insuffisante]. En 2006, deux opérations stratégiques sont menées : le rachat des intérêts minoritaires de Lafarge North America[réf. nécessaire] et la cession de l'activité Toiture. Il devient également président du Conseil d'administration le 3 mai 2007.[réf. nécessaire]
Il devient également Président-Directeur général du Groupe le 3 mai 2007. En décembre 2008, il annonce l'acquisition d'Orascom Cement, leader cimentier du Moyen-Orient et du Bassin méditerranéen, qui marque une accélération décisive du développement du Groupe dans les marchés émergents à forte croissance. Il détient également des mandats dans différentes sociétés du groupe Lafarge comme Lafarge India Private Limited, Lafarge North America, Lafarge Shui On Cement Limited, ou encore de Cementia Holding AG. Il est également administrateur d'EDF et d'Arcelor Mittal. En 2015,  après la fusion Lafarge-Holcim, il devient co-PDG du nouveau groupe LafargeHolcim, jusqu'en avril 2017,.

### Autres mandats
Il est en outre membre du Comité exécutif du Conseil mondial des entreprises pour le développement durable (WBCSD), dont il co-dirige le projet « Efficacité énergétique des bâtiments »;[citation nécessaire] Codirigeant du projet Energy Efficiency in Buildings au sein du WBCSD[citation nécessaire]; Président de l'association EPE (Entreprises pour l'environnement)[citation nécessaire]; Président de la Commission Développement durable du Medef[citation nécessaire]; Président du groupe de travail « Énergie & climat » de l'European Round Table of Industrialists (ERT)[citation nécessaire]; et Président de la Fnege (Fondation pour l'Enseignement de la Gestion des Entreprises) depuis octobre 2016. Il est conseiller du maire de Chongqing en Chine.
Il est aussi administrateur du groupe Arcelor-Mittal et du groupe EDF.

### Rémunération
Bruno Lafont a perçu 2,9 millions de rémunération en 2012 (+81,1 % vs 2011). Il est à la 11e dans les classements des rémunérations du SBF 120.

### Financement d'entreprises terroristes
Bruno Lafont, PDG de Lafarge de 2007 à 2015, et Christian Herrault, ex-directeur général adjoint responsable de plusieurs pays dont la Syrie, ont été mis en examen le 8 décembre 2017  pour "mise en danger de la vie d'autrui" et "financement d'une entreprise terroriste". Pour continuer à faire tourner son usine en Syrie malgré la guerre, Lafarge Cement Syria a versé de juillet 2012 à septembre 2014, environ 5,6 millions d'euros (ou 12,946 millions d'euros entre 2011 et 2015 selon Challenges) à des factions armées, dont l'EI, d'après un rapport interne commandité par le groupe français,,,,.
À la suite de cette affaire, l'ex PDG de Lafarge a renoncé à présider le pôle développement durable du Medef et a remis sa démission à Pierre Gattaz.

## Ouvrage
- Ces grandes entreprises au cœur des transformations du monde. Entretiens avec Philippe Hardouin, éditions Tallandier, 2016.